# Bromofestuca cojocnensis
Bromofestuca cojocnensis är en gräsart som beskrevs av Iuliu Prodan. Bromofestuca cojocnensis ingår i släktet Bromofestuca och familjen gräs. Inga underarter finns listade i Catalogue of Life.